# Абу-ль-Фида (лунный кратер)
Кратер Абу-ль-Фида (лат. Abulfeda) — ударный кратер в центральной материковой части видимой стороны Луны. Название присвоено в честь историка и географа Абу-ль-Фида (1273—1331) и утверждено Международным астрономическим союзом в 1935 г. Образование кратера относится к нектарскому периоду.

## Описание кратера
На северо-западе от кратера располагается кратер Андел, на севере кратер Доллонд, на северо-востоке кратеры Кант и Декарт, на юго-востоке кратер Тацит, на юго-юго-востоке кратер Аль-Мамун. От южной части вала кратера Абу-ль-Фида в направлении северной части вала кратера Аль-Мамун тянется цепочка кратеров Абу-ль-Фиды, простираясь далее на расстояние 210 км и пересекая уступ Алтай. Селенографические координаты центра кратера 13°52′ ю. ш. 13°55′ в. д. / 13,87° ю. ш. 13,91° в. д., диаметр 62,2 км, глубина 1,23 км.
Южная и северо-восточная часть вала кратера испещрены многочисленными мелкими кратерами, юго-западная часть пересечена долинами. Внутренний склон вала заметно шире в восточной части, северная часть уже и сильно разрушена, на всём протяжении внутренний склон сглажен, по всей вероятности в результате сейсмической активности при соседних импактах. Наибольшая высота вала над окружающей местностью составляет 1250 м, объём кратера составляет приблизительно 3700 км³. Дно чаши кратера заполнено либо породами, выброшенными при имбрийском импакте, либо лавовыми потоками, имеет относительно ровный рельеф без заметных структур. Центральный пик отсутствует, по всей вероятности скрыт при заполнении кратера.

## Сечение кратера
На приведённом графике представлено сечение кратера в различных направлениях, масштаб по оси ординат указан в футах, масштаб в метрах указан в верхней правой части иллюстрации.

## Сателлитные кратеры
| Абу-ль-Фида | Координаты                                            | Диаметр, км |
| ----------- | ----------------------------------------------------- | ----------- |
| A           | 16°26′ ю. ш. 10°45′ в. д. / 16,43° ю. ш. 10,75° в. д. | 13,3        |
| B           | 14°31′ ю. ш. 16°22′ в. д. / 14,51° ю. ш. 16,37° в. д. | 15,5        |
| BA          | 14°41′ ю. ш. 16°48′ в. д. / 14,69° ю. ш. 16,8° в. д.  | 14,0        |
| C           | 12°47′ ю. ш. 10°50′ в. д. / 12,79° ю. ш. 10,83° в. д. | 16,4        |
| D           | 13°15′ ю. ш. 9°28′ в. д. / 13,25° ю. ш. 9,46° в. д.   | 19,7        |
| E           | 16°46′ ю. ш. 10°08′ в. д. / 16,76° ю. ш. 10,14° в. д. | 5,5         |
| F           | 16°11′ ю. ш. 13°04′ в. д. / 16,19° ю. ш. 13,07° в. д. | 17,5        |
| G           | 13°06′ ю. ш. 8°56′ в. д. / 13,1° ю. ш. 8,94° в. д.    | 6,3         |
| H           | 13°50′ ю. ш. 9°34′ в. д. / 13,84° ю. ш. 9,56° в. д.   | 4,2         |
| J           | 15°29′ ю. ш. 10°02′ в. д. / 15,49° ю. ш. 10,03° в. д. | 4,1         |
| K           | 14°55′ ю. ш. 10°35′ в. д. / 14,92° ю. ш. 10,58° в. д. | 9,9         |
| L           | 14°05′ ю. ш. 10°40′ в. д. / 14,09° ю. ш. 10,67° в. д. | 5,0         |
| M           | 16°14′ ю. ш. 12°04′ в. д. / 16,23° ю. ш. 12,06° в. д. | 10,1        |
| N           | 15°08′ ю. ш. 12°12′ в. д. / 15,14° ю. ш. 12,2° в. д.  | 13,1        |
| O           | 15°28′ ю. ш. 11°10′ в. д. / 15,47° ю. ш. 11,16° в. д. | 6,6         |
| P           | 15°30′ ю. ш. 11°32′ в. д. / 15,5° ю. ш. 11,54° в. д.  | 4,6         |
| Q           | 12°52′ ю. ш. 12°13′ в. д. / 12,86° ю. ш. 12,22° в. д. | 3,5         |
| R           | 12°47′ ю. ш. 12°58′ в. д. / 12,79° ю. ш. 12,97° в. д. | 6,3         |
| S           | 12°17′ ю. ш. 13°18′ в. д. / 12,28° ю. ш. 13,3° в. д.  | 5,3         |
| T           | 14°52′ ю. ш. 13°43′ в. д. / 14,86° ю. ш. 13,71° в. д. | 6,2         |
| U           | 12°58′ ю. ш. 13°48′ в. д. / 12,97° ю. ш. 13,8° в. д.  | 5,8         |
| W           | 12°33′ ю. ш. 13°51′ в. д. / 12,55° ю. ш. 13,85° в. д. | 5,4         |
| X           | 15°01′ ю. ш. 13°59′ в. д. / 15,01° ю. ш. 13,99° в. д. | 5,8         |
| Y           | 12°46′ ю. ш. 14°03′ в. д. / 12,76° ю. ш. 14,05° в. д. | 4,6         |
| Z           | 14°44′ ю. ш. 15°11′ в. д. / 14,73° ю. ш. 15,18° в. д. | 5,7         |

- Сателлитные кратеры Абу-ль-Фида E, O, R включены в список кратеров с яркой системой лучей Ассоциации лунной и планетарной астрономии (ALPO)[7].
- Сателлитные кратеры Абу-ль-Фида A, F, M включены в список кратеров с тёмными радиальными полосами на внутреннем склоне Ассоциации лунной и планетарной астрономии (ALPO)[8].